# Budynki mieszkalne przy ulicy Podwale 45-56 we Wrocławiu

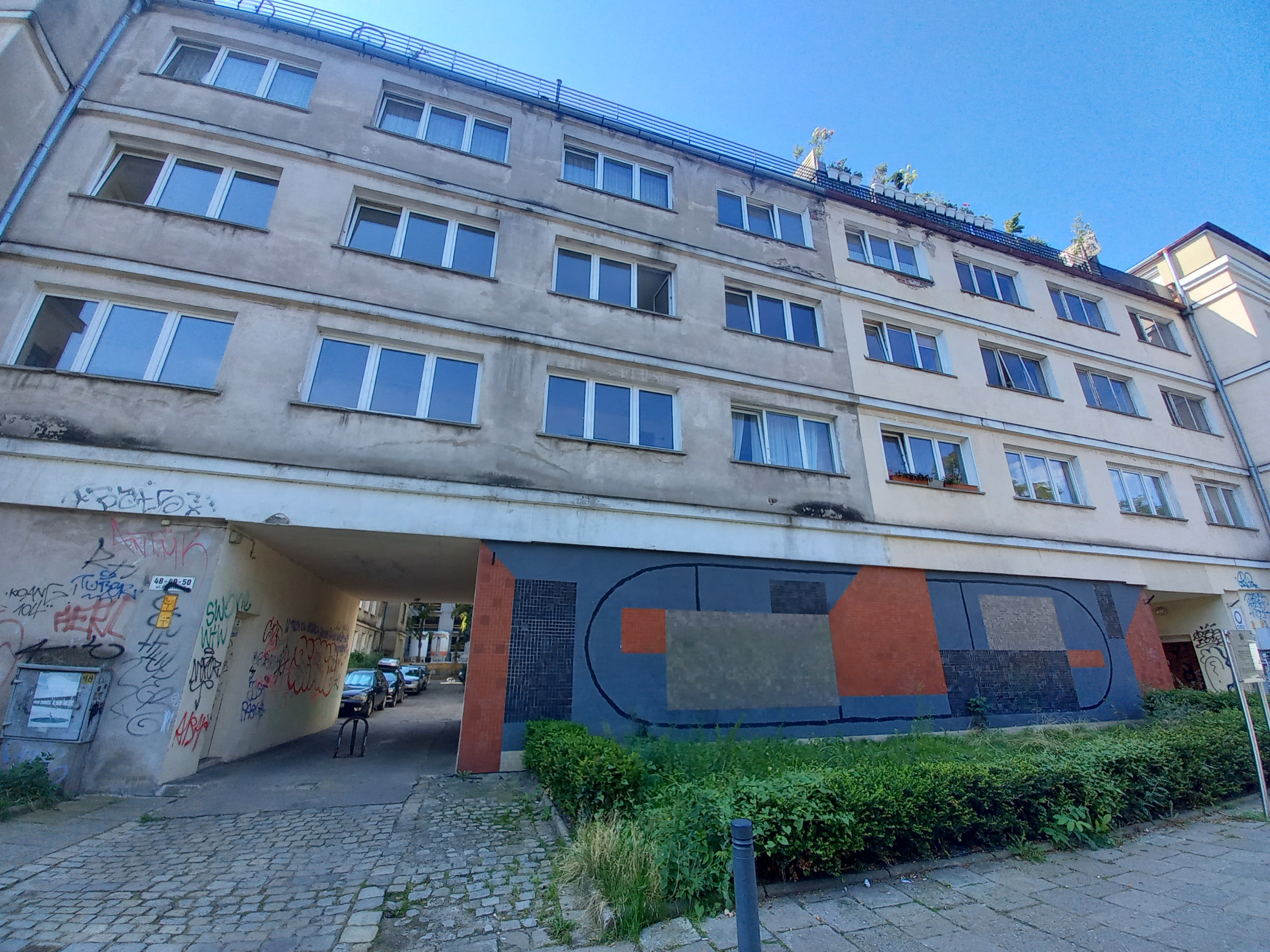
Nr 47 i 48

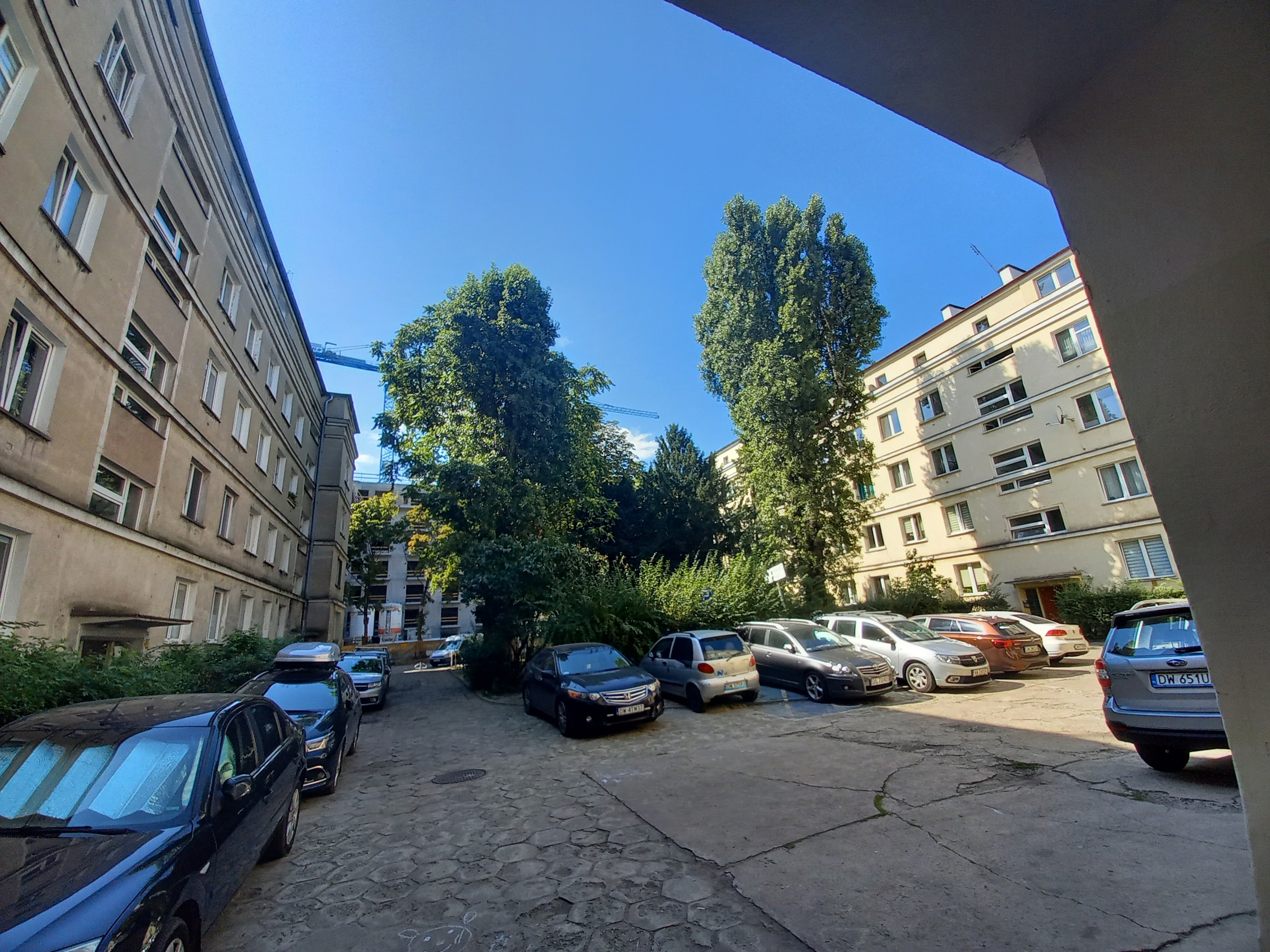
Dziedziniec nr 45-50

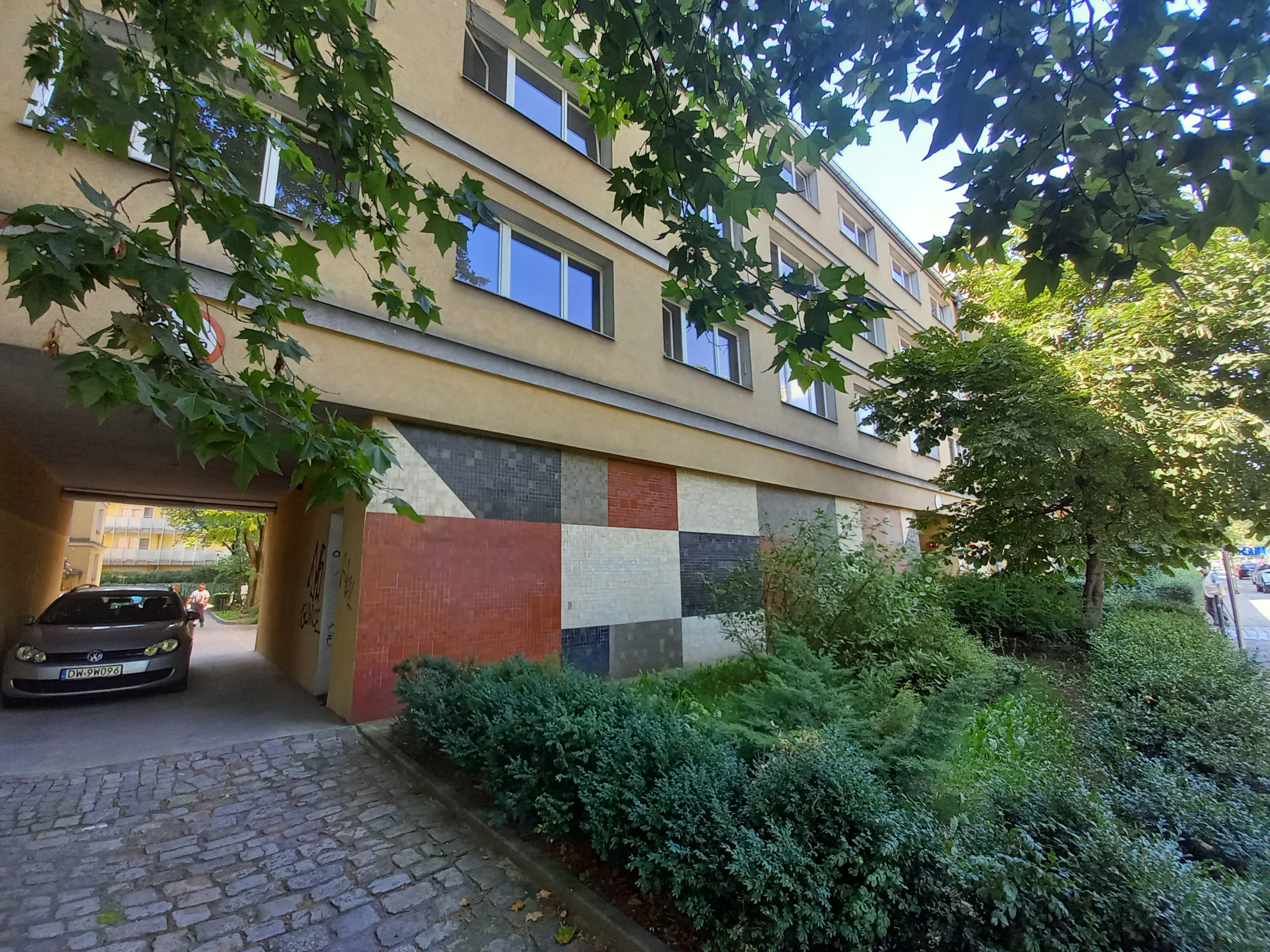
Nr 53 i 54

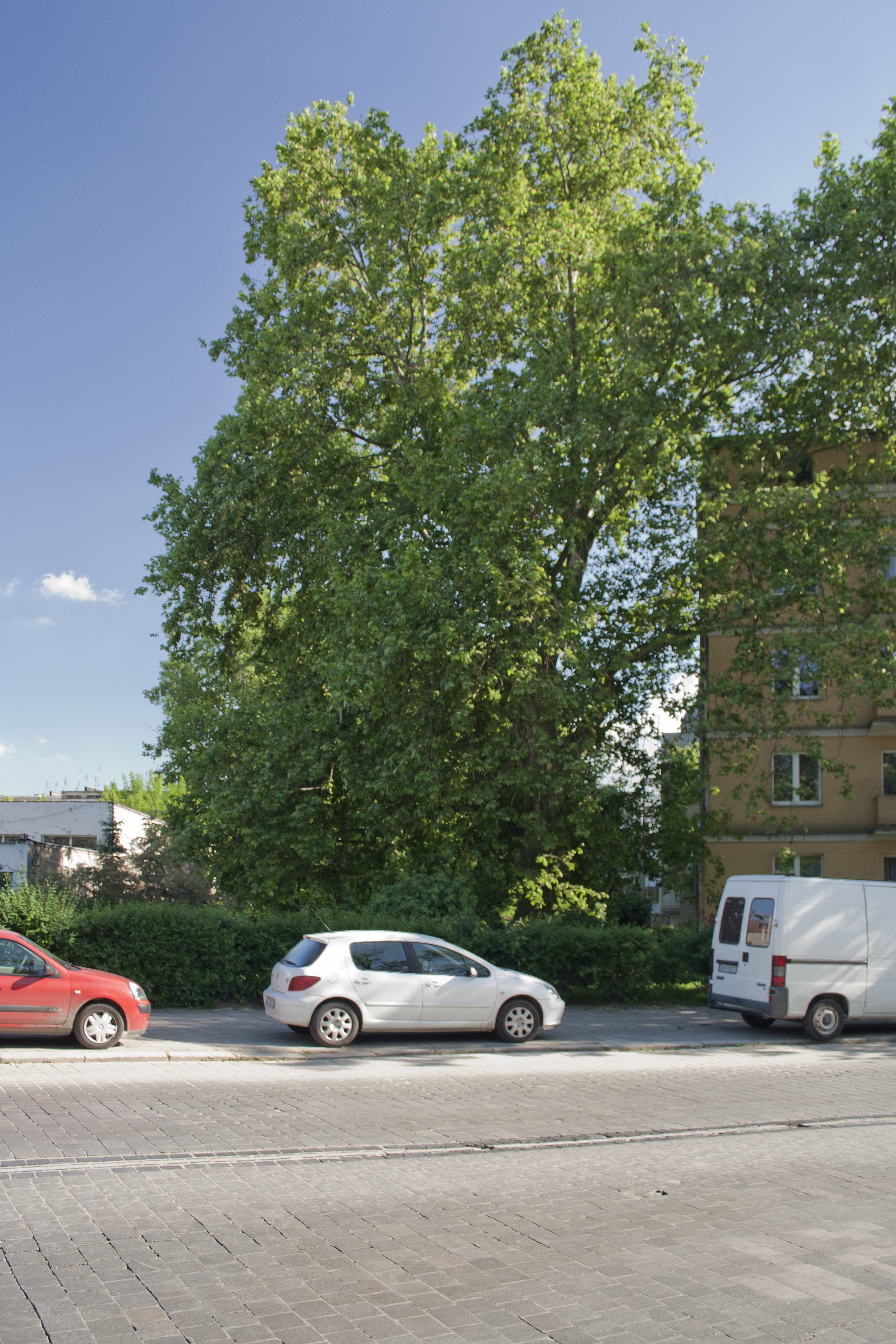
Platan klonolistny

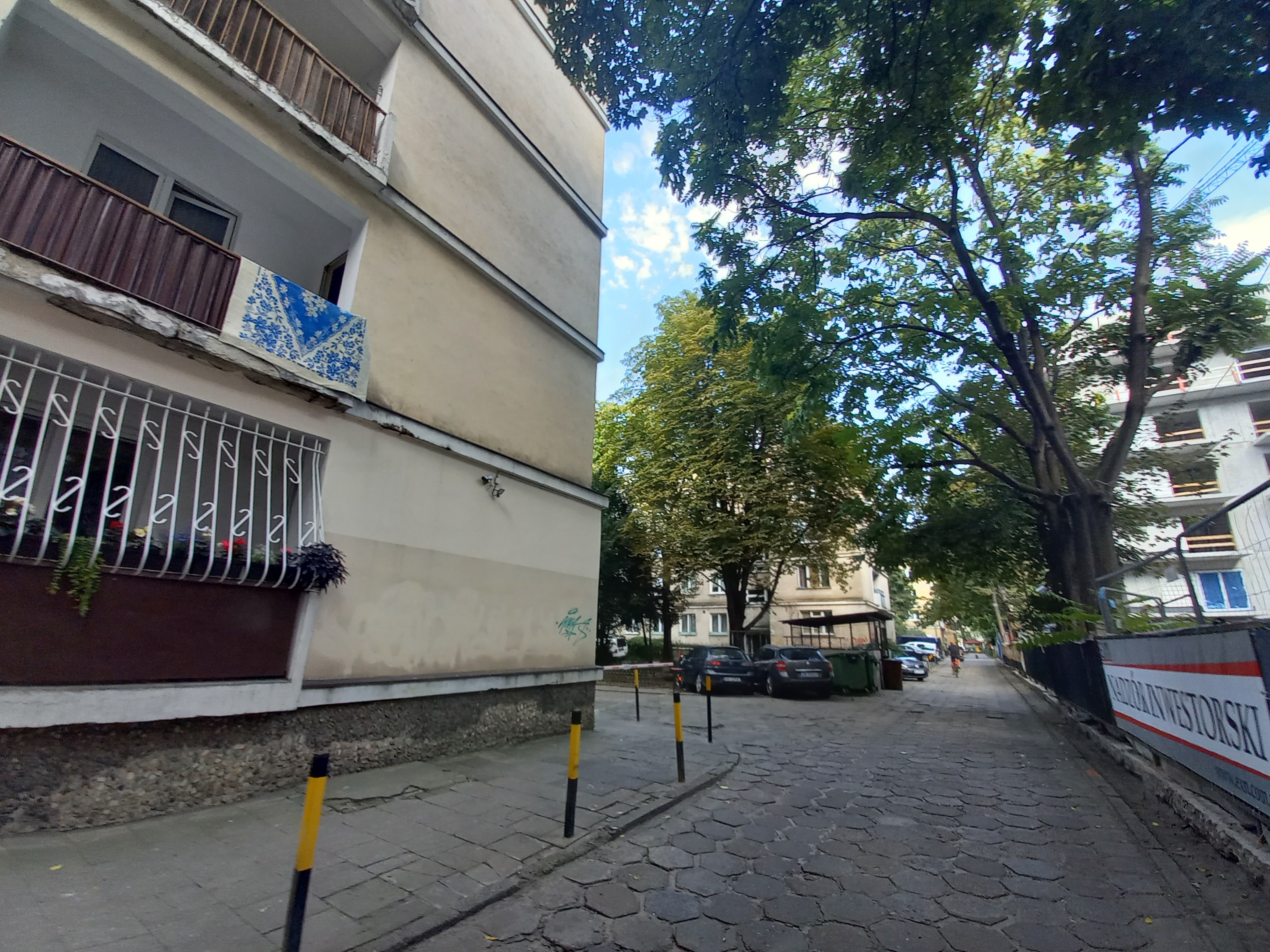
Wjazd od ul. Czystej

Budynki mieszkalne przy ulicy Podwale 45-56 – budynki mieszkalne położone przy ulicy Podwale 45-56 we Wrocławiu, tworzące zespół zabudowy mieszkaniowej, na osiedlu Przedmieście Świdnickie. Zostały zbudowane w drugiej połowie lat 50. XX wieku według projektu opracowanego przez architekta Witolda Skowronka. Budynki te charakteryzują się prostą formą architektoniczną. Zwraca się przy tym uwagę na fakt, który wyróżnia je na tle innych realizacji tamtych czasów, ich odpowiedniego usytuowania względem ruchliwej ulicy oraz ukształtowania zabudowy z wykreowaniem dziedzińców o właściwych proporcjach zapewniających dobre warunki zamieszkania stworzone w samym centrum miasta.

## Położenie i otoczenie
Teren na którym powstała omawiana zabudowa położony jest w obrębie osiedla Przedmieście Świdnickie. Po stronie północnej tego terenu przebiega ulica Podwale, jednokierunkowa, mająca duże znaczenie dla komunikacyjne, klasy zbiorczej, o dużym natężeniu ruchu, będąca bulwarem ogólnomiejskim, po której poruszają się także autobusy na wyznaczonych tu liniach w ramach wrocławskiej komunikacji miejskiej . Za ulicą położona jest fosa miejska, a dalej tereny zieleni obejmujące Promenadę Staromiejską i Park Staromiejski (Ogród Staromiejski). Po stronie zachodniej teren ten ogranicza ulica Czysta, klasy dojazdowej, z zabudową Domu Handlowego Renoma i plac Czysty urządzony jako skwer miejski. Południe zajmuje zabudowa śródmiejska sięgająca ulicy Tadeusza Kościuszki. Strona wschodnia zaś zajęta jest przez tereny szkolne (budynek szkoły przy ulicy Podwale 57).
Przedmiotowa zabudowa położona jest na terenie Przedmieścia Południowego, które stanowi część obszaru Starego Miasta ujętego w wykazie zabytków w granicach administracyjnych dawnej dzielnicy, którego układ urbanistyczny podlega ochronie. Obszar ten kształtowany był od XIII wieku i następnie od około 1840 r. do początku lat 60. XX wieku. Stan zachowania obszaru oceniany jest na: 4 – dobry / 5 – bardzo dobry. Teren ten również objęty jest obszarem rehabilitacji istniejącej zabudowy i infrastruktury technicznej. Obszar ten objęty jest rejonem statystycznym numer 933330, dla którego na dzień 31.12.2021 r. zameldowanych było 662 osoby, a gęstość zaludnienia wynosiła 7 534 lud./km².
Pomiędzy budynkami pod numerami 51-56 a terenami szkolnymi znajduje się pomnik przyrody – drzewo z gatunku Platan klonolistny (Platanus x hispanica Acerifolia) o obwodzie 527 cm.

## Historia
Na omawianym terenie Przedmieścia Świdnickiego w czasie działań wojennych prowadzonych podczas oblężenia Wrocławia w 1945 r. prowadzonego w ramach ofensywy Armii Radzieckiej na frontach II wojny światowej doszło do dużych zniszczeń zabudowy istniejącej tu przed wojną. Przy samej ulicy Podwale to właśnie zabudowa przy odcinku tej ulicy od domu handlowego do ulicy Hugona Kołłątaja ucierpiała najbardziej i nie nadawała się do odbudowy. Niemal całkowicie uległa zniszczeniu także zabudowa przy ulicy Czystej. W tym stanie rzeczy omawiany teren po uporządkowaniu przeznaczono pod zabudowę. Jej projekt opracował architekt Witold Skowronek. Budowa zaprojektowanych budynków prowadzona była w drugiej połowie lat 50. XX wieku do początku lat 60. XX wieku. Po stronie wschodniej względem zabudowy w 1960 r. przy skrzyżowaniu ulicy Podwale z ulicą Hugona Kołłątaja otwarto pierwszą w mieście szkołę tysiąclecia – szkołę podstawową nr 71. Zabudowa szkolna współcześnie ujęta jest w gminnej ewidencji zabytków.
W budynku pod numerem 47 swoje mieszkanie i pracownię miał Józef Hałas   . W latach 60. XX wieku zrealizował w przyziemiu na elewacjach ozdobne mozaiki w rejonie ulicy Podwale i ulicy Czystej zachowane do dziś. Mozaiki te dzięki społecznej inicjatywie zostały odrestaurowane przez Skanska Property Poland. Akcję wspierał architekt Zbigniew Maćków  . W dwa lata po śmierci artysty w bramie numeru 47, gdzie znajdowało się jego mieszkanie, stanowiące także wspomnianą pracownię, odsłonięto tablicę jego pamięci  .

## Budynki i architektura
Przedmiotowa zabudowa obejmuje dwa zespoły budynków, każdy z nich w rzucie prostokątnym na płaszczyznę zbliżony jest kształtem do litery C. Takie rozmieszczenie zabudowy pozwoliło na wykreowanie trzech dziedzińców w znacznym stopniu zagospodarowanych zielenią, w tym dwóch odciętych od ulicy, wewnętrznych, otoczonych zabudową z trzech stron, oraz jednego otwartego także od strony ulicy Podwale, otoczonego zabudową od zachodu i wschodu. Są to następujące zespoły zabudowy:
- zachodni zespół budynków:
  - skrzydło zachodnie i częściowo północe: budynki położone przy ulicy Podwale 45, 46, 47
  - skrzydło wschodnie i częściowo północe: budynki położone przy ulicy Podwale 48, 49, 50
- wschodni zespół budynków:
  - skrzydło zachodnie i częściowo północe: budynki położone przy ulicy Podwale 51, 52, 53
  - skrzydło wschodnie i częściowo północe: budynki położone przy ulicy Podwale 54, 55, 56[14][37].

Budynki charakteryzują się prostą architekturą. Podstawą kształtowania elewacji są loggio-balkony, gzymsy kordonowe, oraz opaski okienne wokół otworów. Te ostatnie umieszczone są w zewnętrznych ścianach nośnych, co z kolei skutkowało zastosowaniem solidnych filarów międzyokiennych. W wnętrzach obiektów od strony ruchliwej ulicy rozlokowano galerie pełniące funkcję korytarzy małych mieszkań tu położonych. Ich otwarcie zaś znajduje się po przeciwnej stronie budynków, gdzie od południa znajdują się wymienione wyżej wewnętrzne dziedzińce, częściowo zagospodarowanie zielenią. Budynki mają pięć kondygnacji nadziemnych. Wymaga się urządzenia placu zabaw o powierzchni nie mniejszej niż 160 m2.
Ochronie podlega także w ramach miejscowego planu zagospodarowania przestrzennego między innymi zieleń, w szczególności istniejących drzew. Stawia się przy tym także inne wymagania, takie jak ochronę widoku zabudowy od strony ulicy Podwale, wymóg estetycznego kształtowania elewacji i obudowy urządzeń, zakaz grodzenia do strony ulicy, czy wymogi odpowiedniego kształtowania ewentualnych ogrodzeń od strony dziedzińców. Na elewacjach budynków przy ulicy Podwale 45 i 47 wykonano ozdobne mozaiki zaprojektowane przez profesora Józefa Hałasa .

## Ocena i odbiór
Ocena zastosowanych rozwiązań architektonicznych i rozmieszczenia budynków jaką można znaleźć w publikacjach jest pozytywna i uznawana za wyróżniającą się. Podkreśla się wykreowanie dobrego miejsca do zamieszkania w samym centrum miasta, mimo położenia zabudowy przy ruchliwej ulicy Podwale. Samo rozlokowanie obiektów uznaje się za niekonwencjonalne, szczególnie w zakresie wykreowania wewnętrznych dziedzińców odciętych od ulicy z dobrze dobranymi proporcjami. Sama architektura obiektów jest prosta. Nie umniejsza to jednak przydatności tej formy zabudowy, mimo jej skromności względem innych obiektów powstałych w tym okresie zagospodarowywania wolnych terenów w centrum miasta. Forma ta jednak nie przyjęła się i nie była kontynuowana, gdyż w tym czasie pojawił się generalny trend ulegania modzie modernistycznej, w ramach której zaczęto projektować proste, wolnostojące budynki rozlokowane swobodnie wśród otaczającej zieleni.
Budynki mieszkalne pod numerami 45 i 47, na których znajdują się wspominane wyżej mozaiki Józefa Hałasa zostały uznane za dobra kultury współczesnej i również objęte ochroną w ramach miejscowego planu zagospodarowania przestrzennego . Zabrania się nawet parkowania pojazdów przy ulicach w zakresie wykonanych mozaik.